# Medal Abacus
Medal Abacus – międzynarodowa nagroda naukowa przyznawana od 1982 (do 2018 pod nazwą Nagroda Nevanlinny) przez Międzynarodową Unię Matematyczną (IMU) na Międzynarodowym Kongresie Matematyków za wybitne osiągnięcia o charakterze matematycznym, dokonane w dziedzinie nauk o przetwarzaniu informacji, czyli za osiągnięcia w informatyce teoretycznej. Została ufundowana przez Uniwersytet w Helsinkach w Finlandii.
Nagroda wywodziła swoją nazwę od Rolfa Nevanlinny, matematyka fińskiego, który w latach 50. XX w. podjął inicjatywę komputeryzacji fińskich uczelni. W 2018 rozpoczęto formalny proces zmiany nazwy. Ostatecznie Nagrodę Nevanlinny przemianowano na Medal Abacus, którego pierwszym laureatem został w 2022 roku Mark Braverman.

## Lista nagrodzonych
- 1982: Robert Tarjan
- 1986: Leslie Valiant
- 1990: Aleksandr Razborow(inne języki)
- 1994: Awi Wigderson
- 1998: Peter Shor
- 2002: Madhu Sudan(inne języki)
- 2006: Jon Kleinberg(inne języki)
- 2010: Daniel Spielman(inne języki)
- 2014: Subhash Khot(inne języki)[4]
- 2018: Constantinos Daskalakis(inne języki)[5]
- 2022: Mark Braverman